# シルバー・メティオ
シルバー・メティオ（Silver Meteor）は、アメリカ合衆国のシーボード・エア・ライン鉄道が運行していた旅客列車。現在もアムトラックにより運行されている長距離列車で、東海岸の北はニューヨークから南へマイアミまでを南北に走るシルバー・サービスの一つである。メティオは彗星のこと。

## 概要
シルバー・メティオは、1939年から1971年までシーボード・エア・ライン鉄道が、 ニューヨークとフロリダ州マイアミの間で運行した。当時はニューヨーク - ワシントンD.C.間はペンシルバニア鉄道、ワシントンから南はリッチモンド・フレデリックスバーグ・アンド・ポトマック鉄道、そしてシーボード・エア・ライン鉄道の自社路線を経由した。
1971年のアムトラックの発足に伴い、シルバー・メティオの運行は同社に引き継がれた。
最近のシルバー・メティオのダイヤで南行きは、ニューヨーク・ペンシルベニア駅を昼ごろ出発して、夕食時にワシントンD.C.に着き、夜間バージニア州と北・南カロライナ州を走り、翌日の朝食時にサバンナに、朝のラッシュアワーにフロリダ州ジャクソンビル、昼食時にオーランドを経て、夕方早い時期にマイアミに到着する。北行きは、マイアミを朝のラッシュアワーの直前に出て、昼食時にフロリダ州中央を経て、午後遅く同州北のジャクソンビル、夕食時にサバンナ、夜間に北・南カロライナ州とバージニア州、翌日の朝食時にワシントンD.C.、午前中の中頃にフィラデルフィア、昼時にニューヨークで終点。

### シルバー・サービス

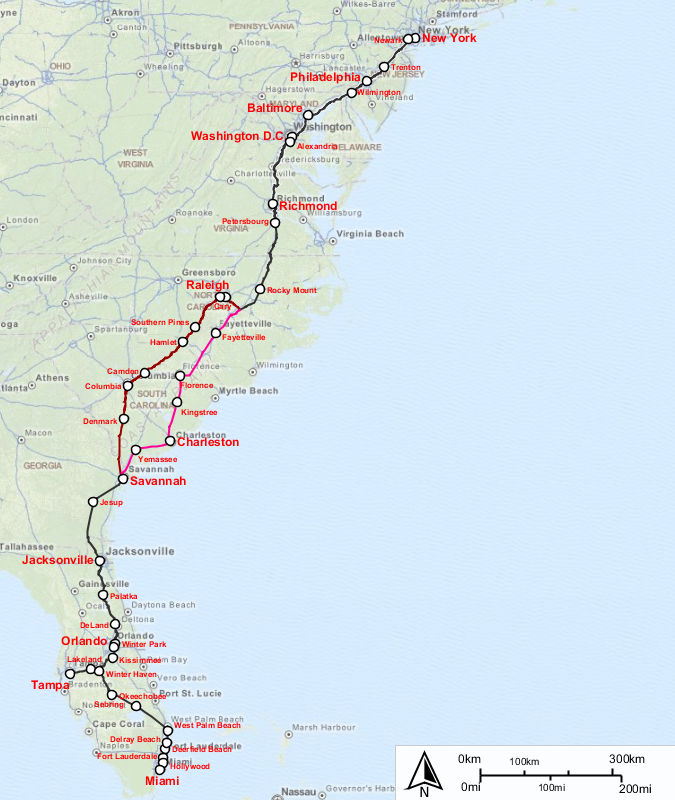
シルバー・サービスの路線（シルバー・メティオは赤線部分を経由）

アムトラックのニューヨーク-マイアミ間は２つのシルバー・サービス（Silver Service）があり、両方共ほぼ同様な路線を走るが、一部ノースカロライナ州ロッキーマウントとジョージア州サバンナの間を
- シルバー・メティオ - 海側のファイエットビル、サウスカロライナ州フローレンス、チャールストンを経由
- シルバー・スター - 内陸側の州都ローリー、ケーリー、サウスカロライナ州カムデン、州都コロンビアを経由。またフロリダ半島西海岸のタンパへも寄る。

## 歴史

### 年表
- 1939年 - シルバー・メティオ運行開始
- 1967年 - シーボード・エア・ライン鉄道とアトランティック・コースト・ライン鉄道が合併しシーボード・コースト・ライン鉄道発足。
- 1968年 - フロリダ半島西海岸のセント・ピーターズバーグへの編成連結廃止。
- 1971年 - アムトラックの発足により、同社に運行継承

### 1948年2月27日の編成
- マイアミ発ニューヨーク行き・Raleigh出発時の編成である。

| 使用車両 | 車両愛称・形式 | 車種                                                               |
| -------- | -------------- | ------------------------------------------------------------------ |
| SAL3014  | EMD E6A        | ディーゼル機関車                                                   |
| SAL3003  | EMD E4A        | ディーゼル機関車                                                   |
| SAL3103  | EMD E4B        | ディーゼル機関車                                                   |
| SAL6051  |                | バゲージ・ドミトリー（荷物車・乗務員車）                           |
| SAL6206  |                | コーチ（座席車）                                                   |
|          | DELEFORD       | 寝台車（10セクション・4プライベートセクション）                    |
|          | POPLAR ROAD    | 寝台車（6セクション・6ダブルベッドルーム）                         |
|          | GLAN DOCHART   | 寝台車（6コンパートメント・3デューリュイングルーム）               |
|          | LAKE ALEXANDER | 寝台車（10セクション・1デューリュイングルーム・2コンパートメント） |
|          | LAKE TAHOE     | 寝台車（10セクション・1デューリュイングルーム・2コンパートメント） |
|          | THE CITADEL    | 寝台車（10セクション・1デューリュイングルーム・2コンパートメント） |
| SAL6104  |                | ダイニング                                                         |
| SAL6213  |                | コーチ（座席車）                                                   |
| RF＆P830 |                | コーチ（座席車）                                                   |
| SAL6112  |                | ダイニング                                                         |
| SAL6204  |                | コーチ（座席車）                                                   |
| SAL6214  |                | コーチ（座席車）                                                   |
| PRR4601  |                | コーチ（座席車）                                                   |
| SAL6205  |                | コーチ（座席車）                                                   |
| SAL6605  |                | テーブン・ラウンジ・オブザベーション（展望車）                     |